# توكاشي
توكاشي (بالإنجليزية: Tocache)‏ هي مدينة في شمال البيرو، تتبع إقليم سان مارتين، هي عاصمة Tocache province ‏، وTocache District ‏.